# Société royale néerlandaise des arts et des sciences
La Société royale néerlandaise des arts et des sciences en néerlandais : Koninklijke Hollandsche Maatschappij der Wetenschappen (KHMW) est une société savante néerlandaise, située sur la rive est de la Spaarne, au centre de Haarlem, aux Pays-Bas. Fondée en 1752, c'est la plus ancienne société scientifique du pays. Elle a pour mission de promouvoir la science, au sens large, et favoriser le lien entre science et société.
Elle occupe ses locaux actuels, la Hodshon Huis (nl) (en français la maison Hodson), depuis 1841. Voisine de la société, le musée Teyler, est un musée d'histoire naturelle fondé en 1784. En 2002, la société obtient le prédicat de « royale » lors des célébrations de son 250e anniversaire.